# Alysia arcans
Alysia arcans är en stekelart som beskrevs av Robert A.Wharton 1988. Alysia arcans ingår i släktet Alysia och familjen bracksteklar. Inga underarter finns listade i Catalogue of Life.